# 素三彩黃地褐綠雙龍紋盤

## 型制
盛裝器，以素三彩燒製陶瓷器。此器平底，盤內測底部的外緣及盤底部的圈足外各有兩圈刻痕，全器以黃釉為地，繪以綠、褐、白三彩，盤面中心與盤的外壁分別為綠、褐雙龍搶奪白色龍珠，其周圍繪以雲紋以及火焰紋，內壁用梅、菊、蓮、芙蓉、牡丹、芍藥等四季折枝花卉作為裝飾。以折沿作為分界，內側有綠、褐雙龍，周圍繪有焰狀的雲以和白色龍珠，而外側則是雲以及鶴。盤中央以楷書書寫「大清康熙年製」六字。

## 素三彩
釉上彩品種之一，具有多個品種，以底色作為區分，底色是白釉就是白地三彩，黃色就是黃地三彩，依此類推。而其中有一特殊品種，稱之為「虎皮素三彩」，受西方審美影響所產生的，由抽象色塊所構成。

## 製作方式
先在瓷胎上刻劃紋飾，高溫下燒成素胎，再將素胎澆上地釉，刮去花紋中的地釉並上彩釉，接著第二次入窯，以低溫進行燒製。